# 夢の館 あなたとデューク
『夢の館 あなたとデューク』（ゆめのやかた あなたとでゅーく）は、1974年10月5日から1975年3月29日まで、毎日放送制作で放送されていた音楽バラエティ番組である。デューク・エイセスの冠番組で、東洋紡の一社提供。
放送時間は毎週土曜日の23:10 - 23:40。全26回。  
番組広告のコピーは「ひとことでいうと★しゃれたミュージックサロン  もうひとことつけくわえると★おとなのためのナイトサロン」であった。  

## 出演
- デューク・エイセス

ほか

## コーナー
- 今週の目次
- 今週のベストヒット
- 焼け跡に流れたジャズ
- 今夜の歌のお客様
- 永六輔監督による、目でみるにほんのうた

など

## ゲスト
1974年
- 10月5日  森進一、篠ひろ子
- 10月12日  りりィ
- 10月19日  尾崎紀世彦
- 10月26日  五輪真弓
- 11月2日  小坂明子
- 11月9日  弘田三枝子
- 11月16日 ヒデとロザンナ
- 11月23日 上條恒彦
- 11月30日 ビリー・バンバン
- 12月7日  菅原洋一
- 12月14日 チューリップ
- 12月21日 沢たまき
- 12月28日 朱里エイコ

1975年
- 1月4日  岸洋子
- 1月11日  木の実ナナ
- 1月18日  坂本九
- 1月25日  今陽子
- 2月1日  ダークダックス
- 2月8日  弘田三枝子
- 2月15日  デューク・エイセス リサイタル
- 2月22日  ペドロ&カプリシャス
- 3月1日  しばたはつみ
- 3月8日  スリー・ディグリーズ
- 3月15日 小柳ルミ子
- 3月22日 欧陽菲菲
- 3月29日 森進一、ほか

## 放映ネット局
- 毎日放送
- 東京12チャンネル（現・テレビ東京）

## スタッフ
- 構成：永六輔
- 音楽：中川昌
- プロデューサー：平野豊
- 制作：毎日放送